# Namlea
Namlea – miasto w Indonezji w prowincji Moluki, główne miasto wyspy Buru; powierzchnia 5,05 km²; ok. 5 tys. mieszkańców (2002).
Ośrodek administracyjny; obsługa ruchu turystycznego; port lotniczy.
W czasie II wojny światowej baza lotnicza, najpierw aliancka baza wodnosamolotów, zbombardowana w styczniu 1942 r. przez Japończyków, potem japońskie lotnisko atakowane w październiku 1944 przez Amerykanów.